# Pfarrfusion
Als Pfarrfusion oder Pfarreifusion wird der Zusammenschluss zweier oder mehrerer Pfarreien samt deren Vermögen in der Weise verstanden, dass wenigstens eine ihre wirtschaftliche und rechtliche Selbständigkeit aufgibt.
Der Begriff wurde analog zur Bezeichnung Fusion in der Wirtschaft gebildet.
Sinn der Fusion ist die Verbesserung der pastoralen und personellen Voraussetzungen für eine den gegenwärtigen und zukünftigen Bedingungen der Seelsorge entsprechende lokale kirchliche Struktur. Dabei wird angestrebt, örtliche, pastorale und personelle Synergien zur optimalen Nutzung durch die Betroffenen zusammenzuführen und die Verwaltung der Pfarreien nicht nur in betriebswirtschaftlichem Sinn rationeller zu organisieren.